# Buchholz (Mönchengladbach)
Buchholz ist ein ländliches Straßendorf auf dem Gebiet der Stadt Mönchengladbach im Stadtbezirk Mönchengladbach West und liegt westlich von Wickrath.

## Geographie
Buchholz befindet sich im Südwesten des Stadtgebietes. Wickrath, der Hauptort, liegt vier Kilometer Luftlinie entfernt in östlicher Richtung, auf der anderen Seite des Buchholzer Waldes. Die Ortschaft Buchholz besteht hauptsächlich aus der Laurentiusstraße und ist in Ost-West-Ausdehnung rund 1,2 Kilometer lang.

### Nachbargemeinden
| Mehlbusch zu Wegberg    | Genholland                                  | Mennrath     |
| Rath-Anhoven zu Wegberg | Kompassrose, die auf Nachbargemeinden zeigt | Wickrathhahn |
| Mennekrath zu Erkelenz  | Herrath                                     | Beckrath     |

## Einwohnerzahl und -entwicklung
Im Jahr 2011 betrug die Einwohnerzahl des Ortes 438, im Jahr 2022 waren es laut Zensus der Stadt Mönchengladbach 435 Einwohner.

## Geschichte

### Erste urkundliche Erwähnungen

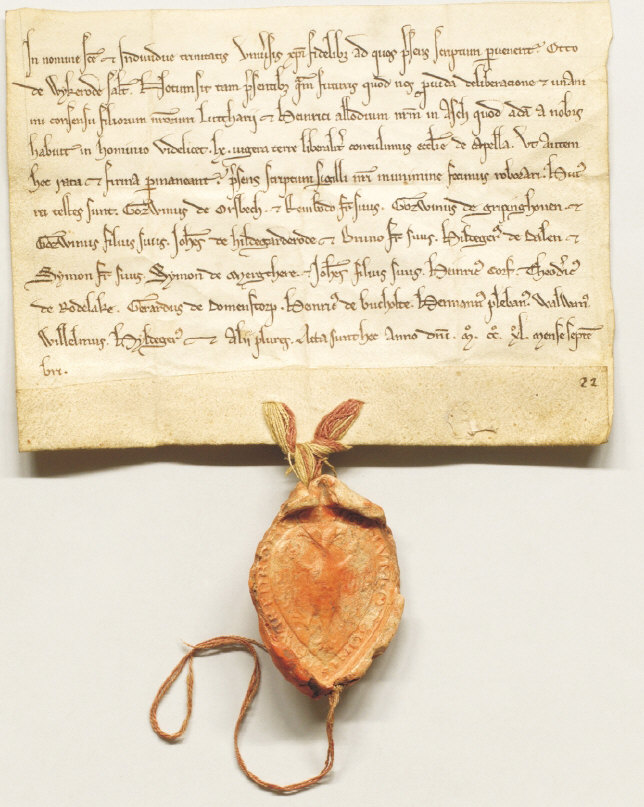
Urkunde Buchholz 1240

Erstmals urkundlich ist Buchholz seit dem 13. Jahrhundert als „Boikholt“ erwähnt, allerdings siedelten zuvor schon Menschen in diesem Bereich. Durch seine Lage an der alten Römerstraße zwischen St. Odiliënberg und Neuss werden immer wieder Fundstücke aus der römischen Zeit gefunden. So kam im März 1975 beim Pflügen eines Ackers südlich von Buchholz eine römische Jupitersäule zum Vorschein, deren Säulenschaft auf die Zeit um 200 n. Chr. anzusetzen ist.

Die erste bekannte urkundliche Erwähnung stammt aus dem Jahr 1240. Im Urkundenbuch für die Geschichte des Niederrheins von Theodor Josef Lacomblet (erschienen 1858 in Düsseldorf) ist sie im vierten Band auf Seite 800 zu finden. Hier der Wortlaut in deutscher Übersetzung:
„Im Namen der Heiligen und ungeteilten Dreifaltigkeit. Allen Christgläubigen, zu denen dieses Schreiben gelangt, wünscht Otto de Wyckerode Segen. Hiermit sei für die Gegenwart und für die Zukunft bekanntgemacht, dass wir nach vorausgehender Beratung und einstimmigem Beschluss mit unseren Söhnen Lutharius (Lothar) und Heinrich unser freies Eigentum in Asch, das Adam von uns als Lehensgut hat, sicherlich 60 Morgen Land, frei (ohne Abgaben) der Kirche von Capellen übertragen. Damit dies (die Schenkung) auch rechtskräftig und sicher bleibt, haben wir dieses Schriftstück mit unserem Siegel versehen. Zeugen dieser Sache sind Gozwinus de Orsbech (Arsbeck) und sein Bruder Rembodo, Gozwinus de Gripinghoven (Gripekoven) und sein Sohn Gozwinus, Johannes de Hildegarderode (Hilderath) und sein Bruder Bruno, Hildegerus de Dalen (Rheindahlen), Gerardus de Domenstorp, Henricus de Bucholte (Buchholz), Hermannus Plebanus, Walwanus, Willelmus, Hyldegerus und viele andere. Gegeben im Jahr 1240 im Monat September.“
Das Original dieser Urkunde befindet sich heute im Historischen Archiv der Stadt Köln, Bestand 210, Domstift, Signatur U 1/137.

Die zweite bisher bekannte urkundliche Erwähnung von Buchholz stammt von 1331. Am 16. Juni 1331 verkauften Johan von Bilsteyn und seine Frau Katharina, Herr und Frau von Wickerode, an den Ritter Gerard von Endelsdorp (Engelsdorf) u. a. ihre Zinseinkünfte aus dem Dorf Buchholz. Hier der übersetzte Wortlaut:
„Johan van Bilsteyn und seine Frau Katharina, Herr und Dame von Wickerode, bestätigen, Herrn Gerhard von Endelsdorp, Ritter, eine Rente von 40 Mark Brabantisch und £ 25 pro Jahr sowie all ihre Hühner in der Pfarrei Dalen verkauft zu haben. Die Rente besteht aus ihrem Anteil am Gericht Dalen, ihrem halben Hof in Buschhausen und einer Rente von 3 Mark pro Jahr aus dem Dorf Buchholz.“
Das Original dieser auf Pergament geschriebenen Urkunde befindet sich im Gelders Archief in Arnheim (Heren en graven van Culemborg, Inv. Nr. 7587, Regest No. 86).
Die dritte Erwähnung von Buchholz findet sich in einer Urkunde von 1374 über eine Zinszahlung an das St. Ursulastift in Köln, das Güter in Wanlo besaß. Aleidis von Boyckholt verpflichtet sich zur Zahlung von 8 Denar für 8 Morgen Land, Henricus Schöffe von Boycholtz zur Zahlung von 3 Denar für 3 Morgen Land und Henricus gen Durre von Boygholt (Heinrich der Dünne) zur Zahlung von 8 Denar für 8 Morgen Land. Das Original der Urkunde befindet sich im StaK St. Ursula, Akt 35 VI, fol. 14 und Akt 35 11, fol. 15.
Die vierte urkundliche Erwähnung von Buchholz stammt aus einer Urkunde von 1400. Claeskes guedt zu Boyckholt entrichtet jährlich einen Sümmer Rübsamen.
Die fünfte Erwähnung von Buchholz findet sich in einer Urkunde vom 17. August 1418. Heyn Piper van Boickholt beurkundet, dass er ein Erbmalter Roggen auf St. Remigius an die Bruderschaft des Märtyrers St. Sebastianus in Wickrath zu liefern hat.

### 15. bis 19. Jahrhundert

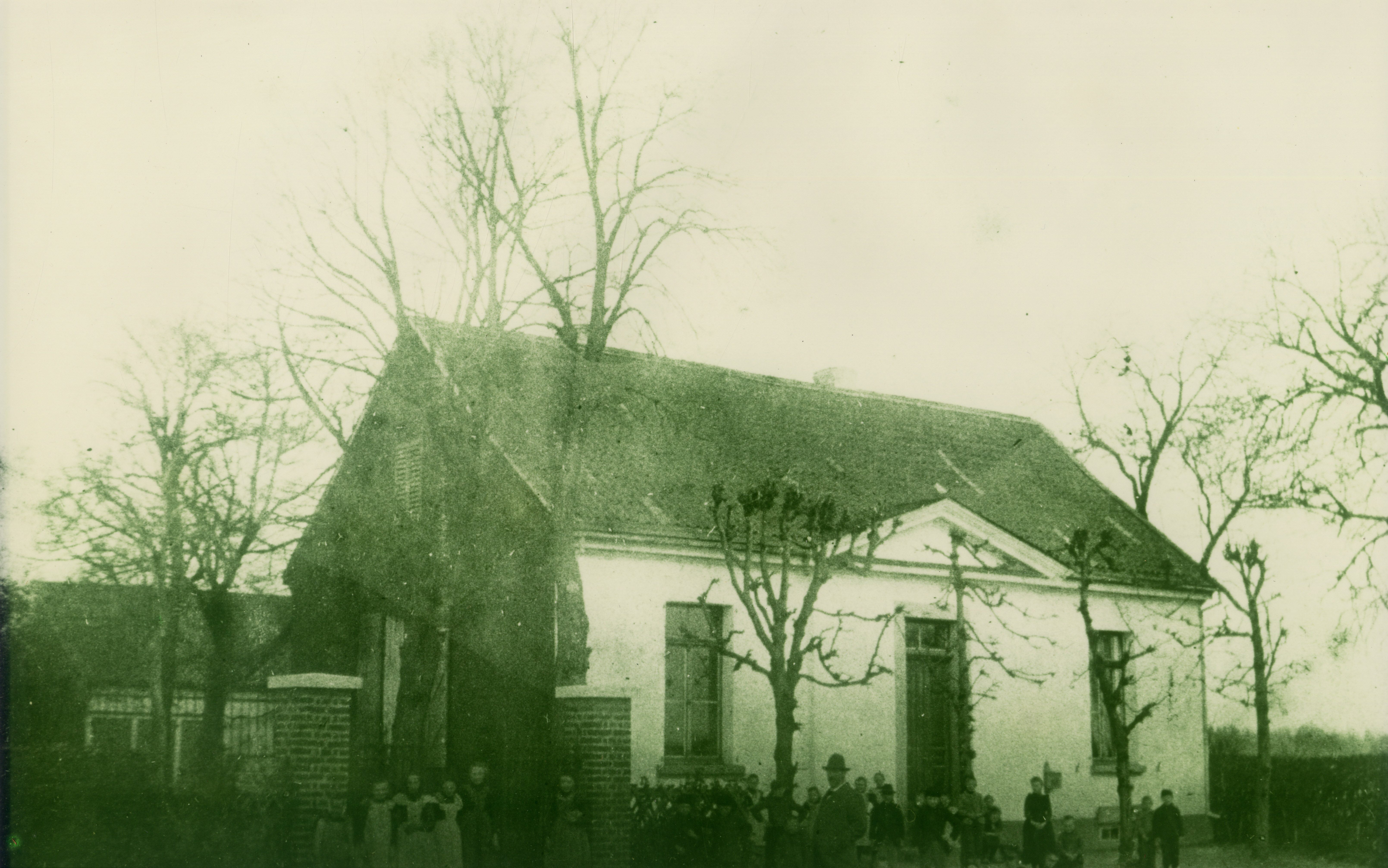
Buchholzer Dorfschule, um 1900

Am 6. November 1488 genehmigte Kaiser Friederich einen Schlagbaum, ein Grund für die jahrhundertelange Teilung des Ortes Buchholz. Der Herrader und Bockholder Zoll brachte ungefähr 12 Reichstaler ein. 1494 kamen die Herrschaft Heinsberg – dazu gehörten Beeck ganz und ein Teil von Buchholz – zum Herzogtum Jülich.
Der „Cohnenhof“ wurde im Jahre 1752 errichtet, der „Kastanienhof“ 1803. Die bis dahin zum Regierungsbezirk Aachen gehörende Gemeinde Buchholz wurde 1808 wieder der Bürgermeisterei Wickrath zugeschlagen. 1824 erfolgte Bau eines neuen Schulgebäudes. Buchholz erhielt 1838 von der Bürgermeisterei Wickrath die Genehmigung, künftig Teil der Pfarre Rath zu sein (vorher Pfarre Beeck). 1853 gab es die erste Erwähnung einer Prüfung der Feuerwehrspritze samt Schläuchen in Buchholz. Es bestand eine Art Brandwache im Dorf.

### 20. Jahrhundert

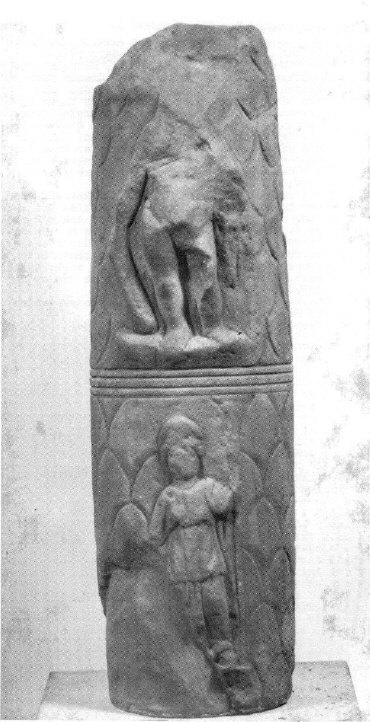
Jupitersäule, 1975 gefunden

1905 erfolgte der Anschluss von Buchholz an das öffentliche Telefonnetz.  Am 26. November 1922 war die Einweihungsfeier der Kriegergedächtniskapelle. Der Anschluss von Buchholz an das öffentliche Stromnetz kam 1925, jener ans öffentliche Wassernetz 1933. Eine Anbindung von Buchholz an den öffentlichen Nahverkehr durch die Stadtwerke Rheydt erfolgte 1953. Das Kriegerdenkmal an der Kapelle wurde am 17. Juni 1959 eingeweiht. Die Schließung der Buchholzer Dorfschule erfolgte End eJuni 1986. Im März 1975 kam es zum Fund einer römischen Jupitersäule auf einem Acker unweit des Scharsbergwegs. Die Säule befindet sich heute im Museum des LVR in Bonn (Inv.-Nr.: 75.1530). Im März 1983 wurde die Rosenkranzkapelle durch das Technische Hilfswerk abgerissen.

### 21. Jahrhundert
Die 775-Jahr-Feier wurde 2015 begangen, mit kleiner Ausstellung von historischen Landkarten, Luftbildern, Urkundenkopien und Exponaten im Vereinszimmer der alten Gaststätte „Zur Waldesruh“. Im November 2016 folgte der Anschluss von Buchholz an das Glasfasernetz der „Deutschen Glasfaser“. 2024 wurde der Löschzug Buchholz der Freiwilligen Feuerwehr, nach 170 Jahren aufgelöst.

## Vereine
- Männergesangsverein „MGV Waldeslust Buchholz“ von 1906, im Juli 2024 aufgelöst
- Kapellenbauverein für die Kriegerkapelle „Hl. Laurentius“ von 1920
- Freiwillige Feuerwehr Buchholz von 1925, im März 2024 aufgelöst
- Dorf- und Heimatverein Buchholz von 1952

## Busverbindungen
Über die Bushaltestellen Buchholz Kreuzung, Laurentiusstraße, Buchholz Kirche und Buchholz Wendeplatz der Linie 016 der NEW AG ist eine Anbindung an den öffentlichen Personennahverkehr gegeben. Zudem besteht mit dem NE6 an Wochenenden eine Verbindung in der Nacht.

## Baudenkmale
Die Kapelle Buchholz, der Meweshof und der Cohnenhof stehen seit 1985 unter Denkmalschutz.

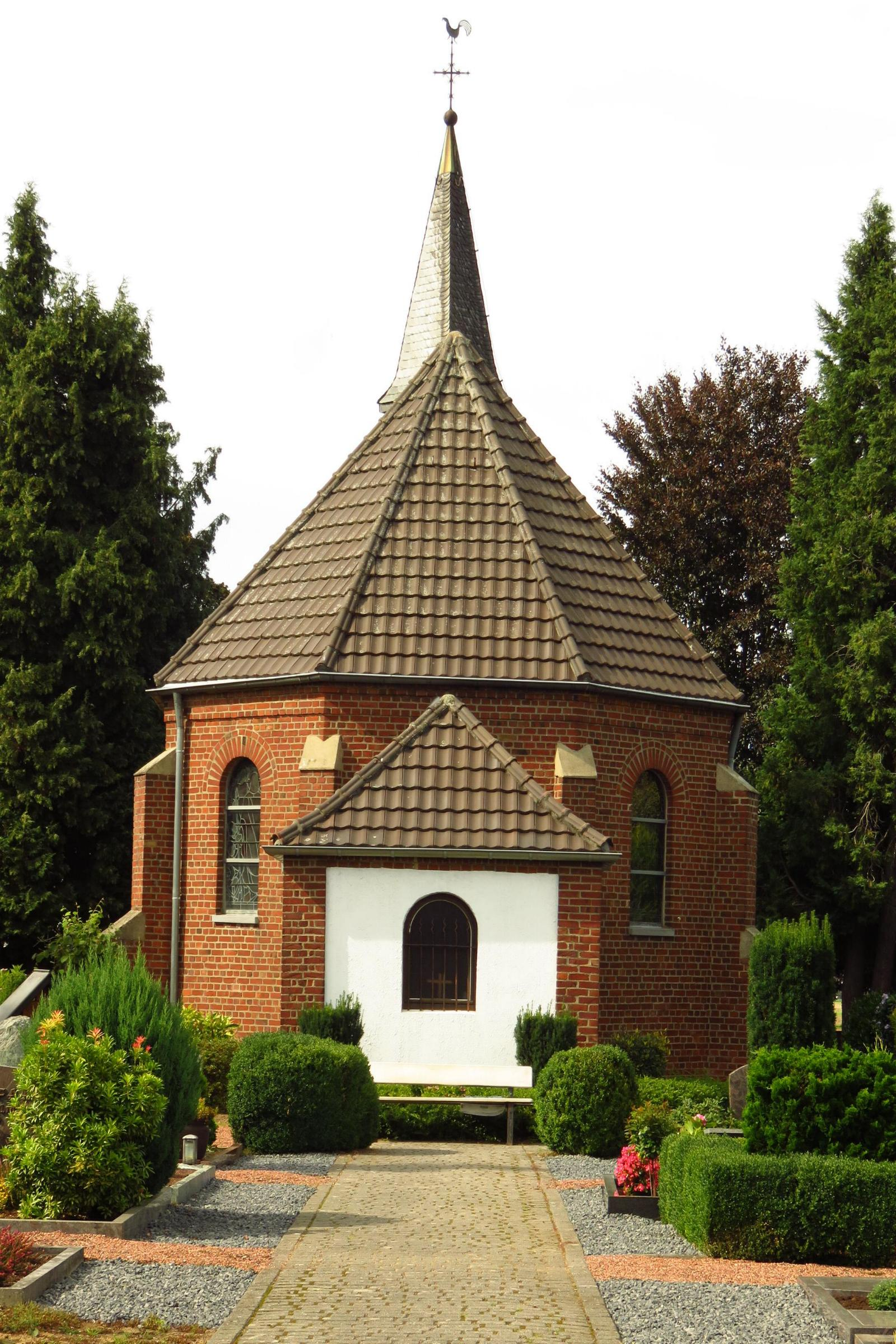
Kapelle an der Laurentiusstraße
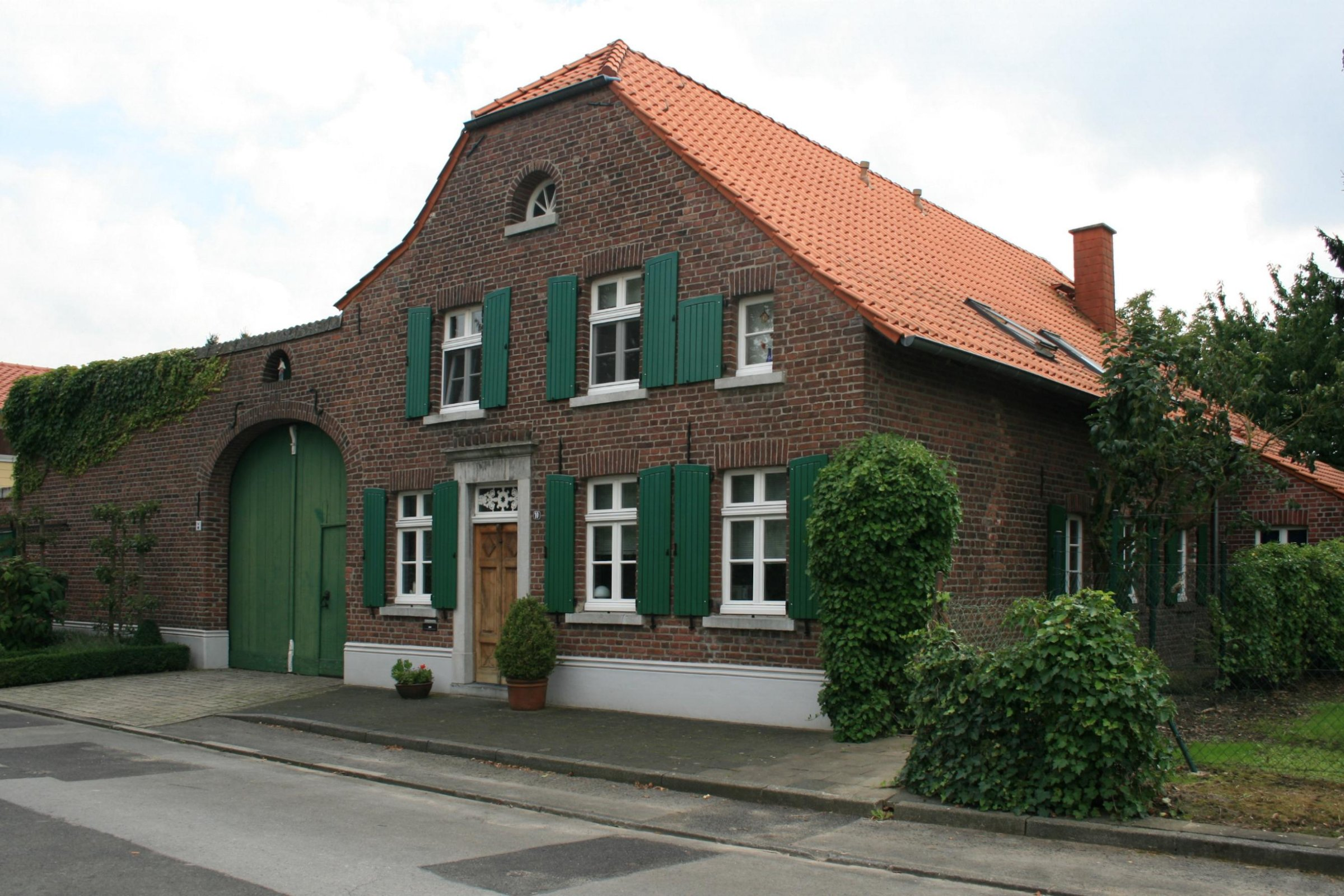
Cohnenhof
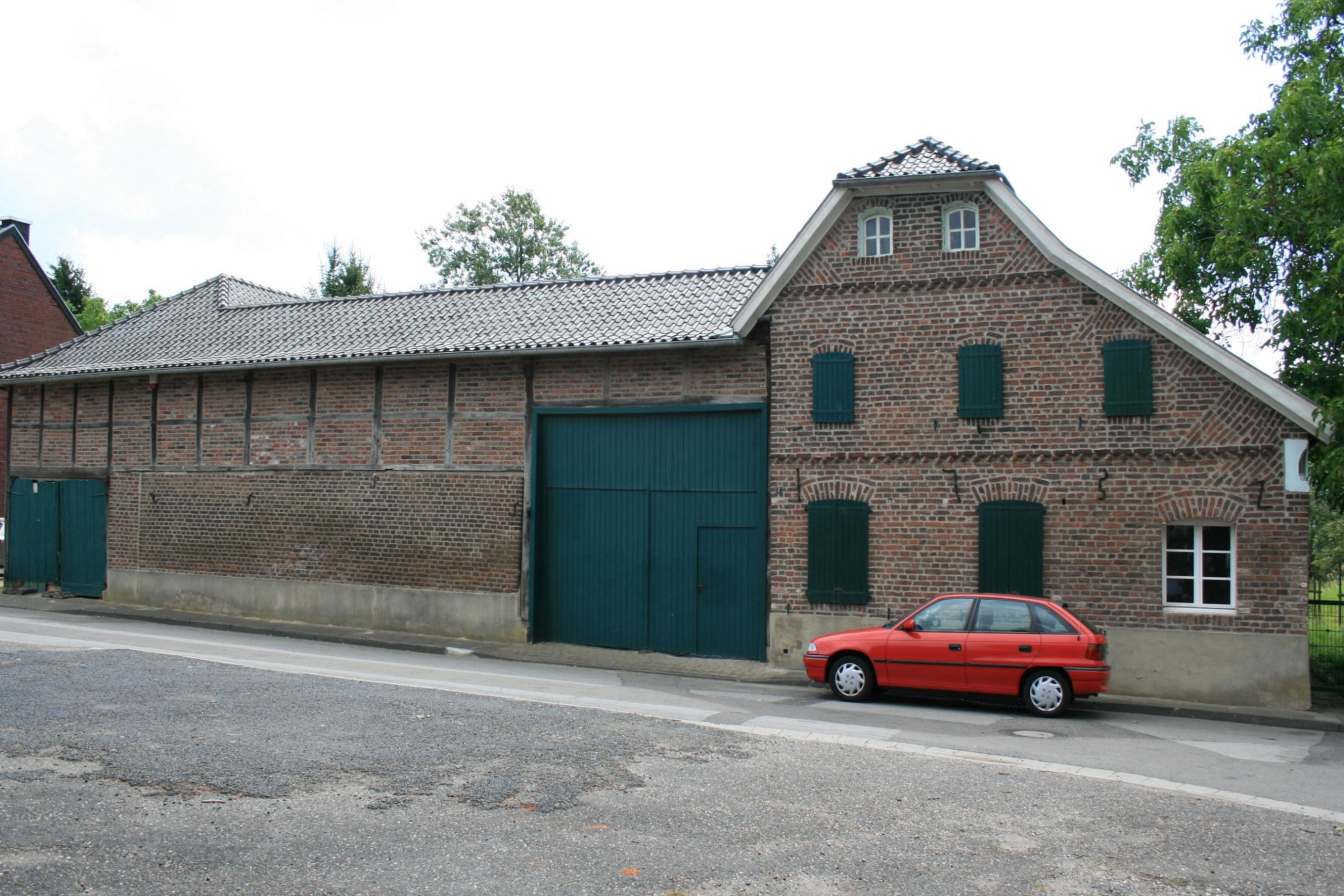
Meweshof

## Historische Fotos

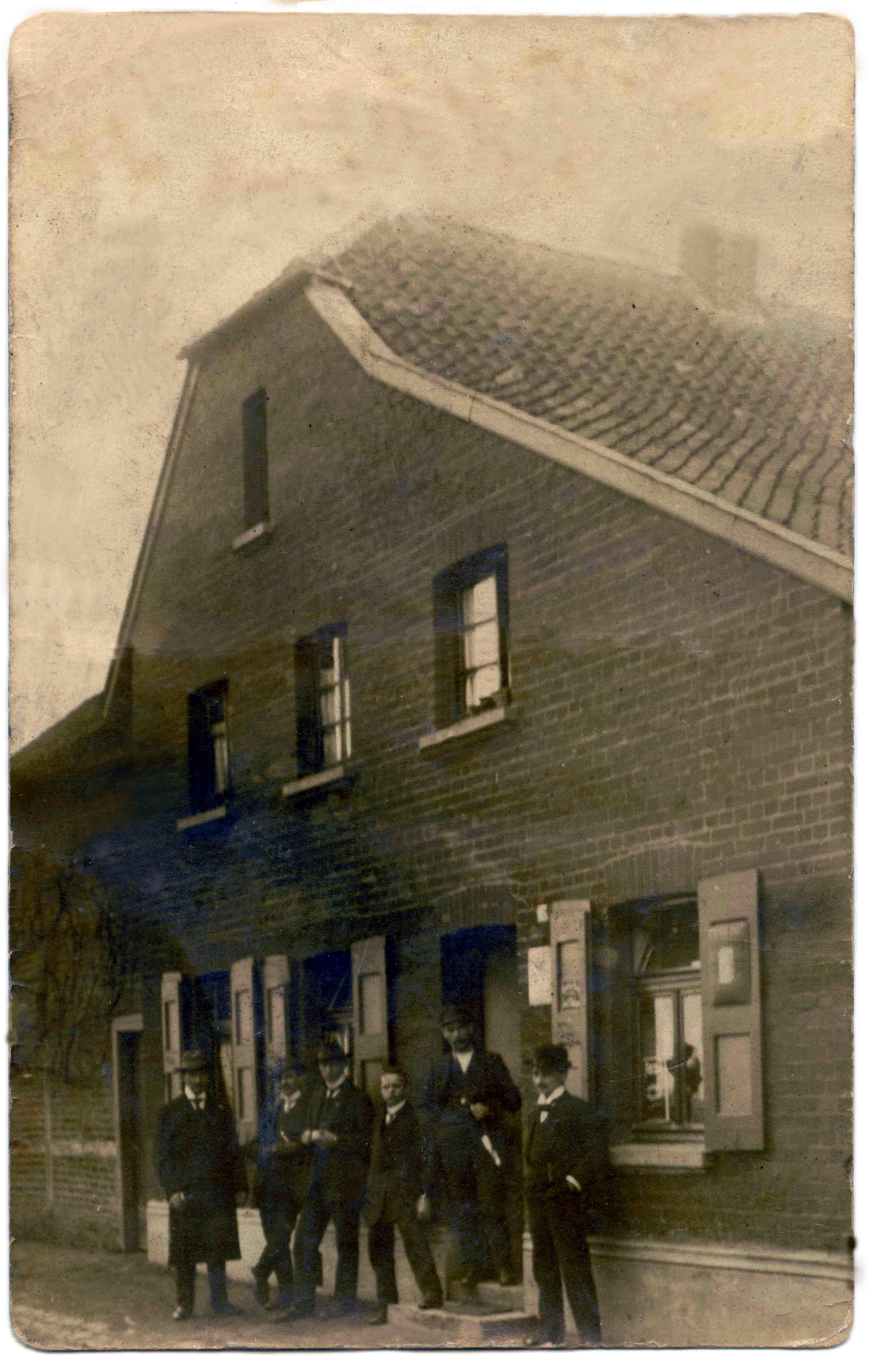
Lebensmittelladen Ueddinger, Zur Mühle, 1914
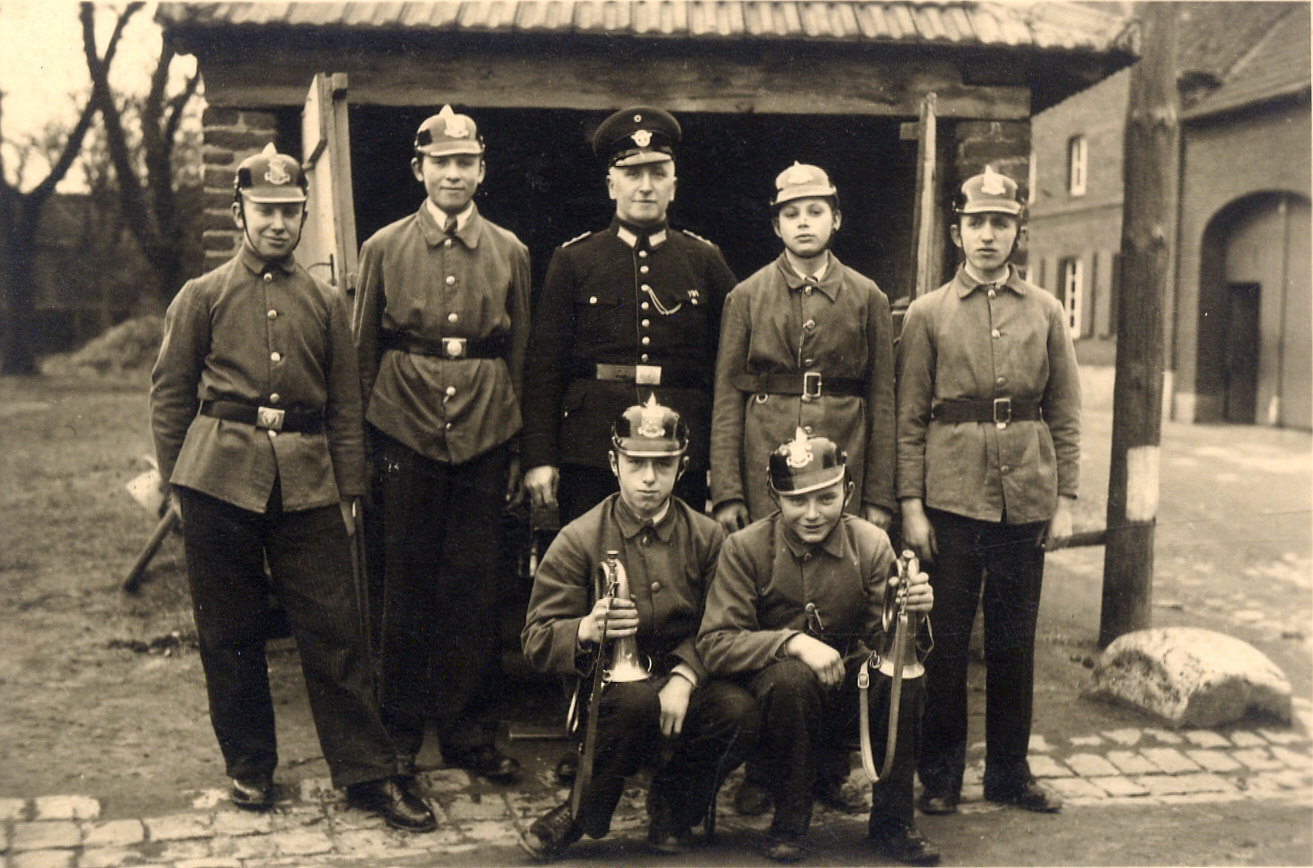
Feuerwehrhaus am Meweshof, 1940
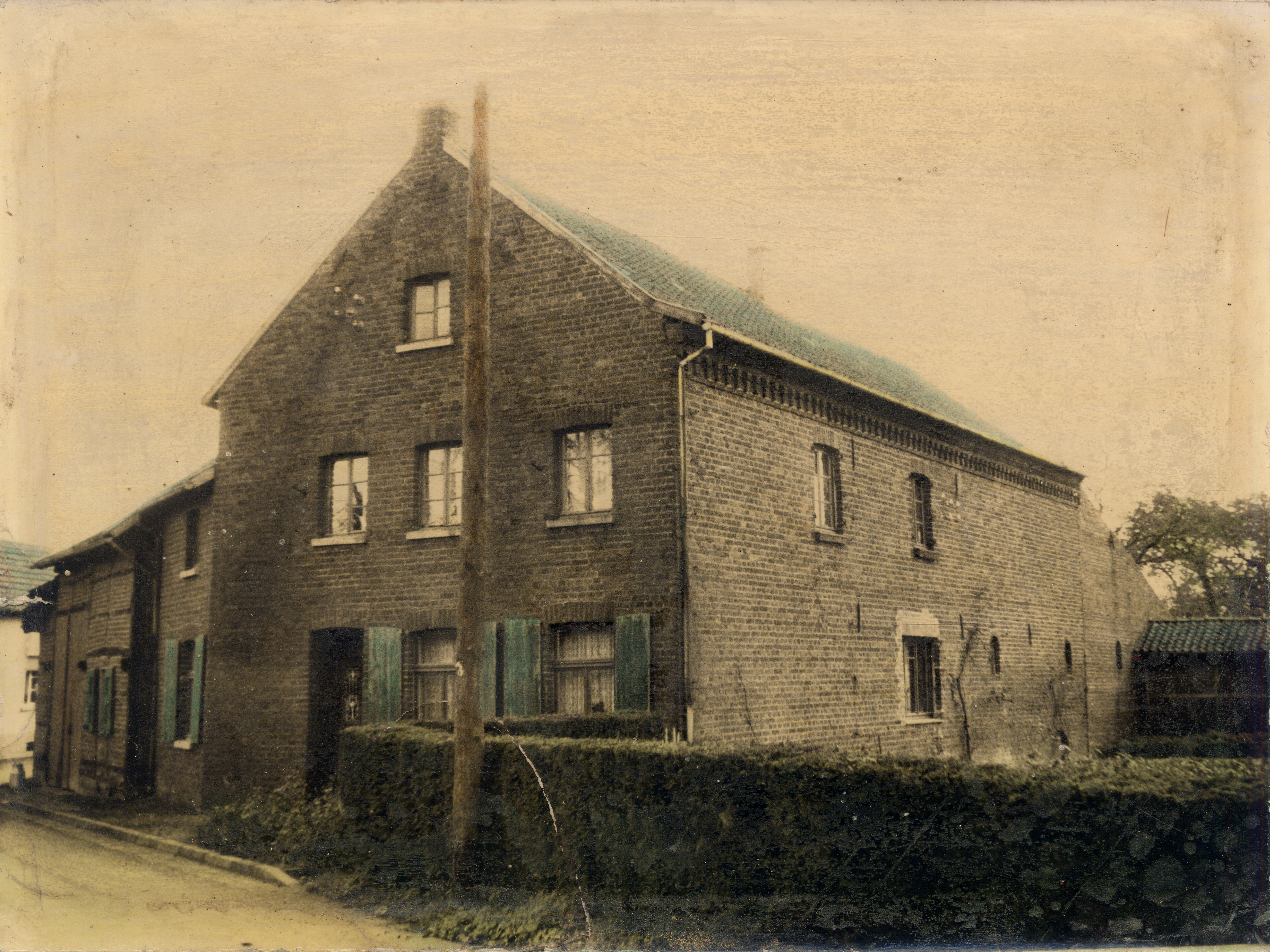
Hof Gerhards, um 1960, heute Wendehammer
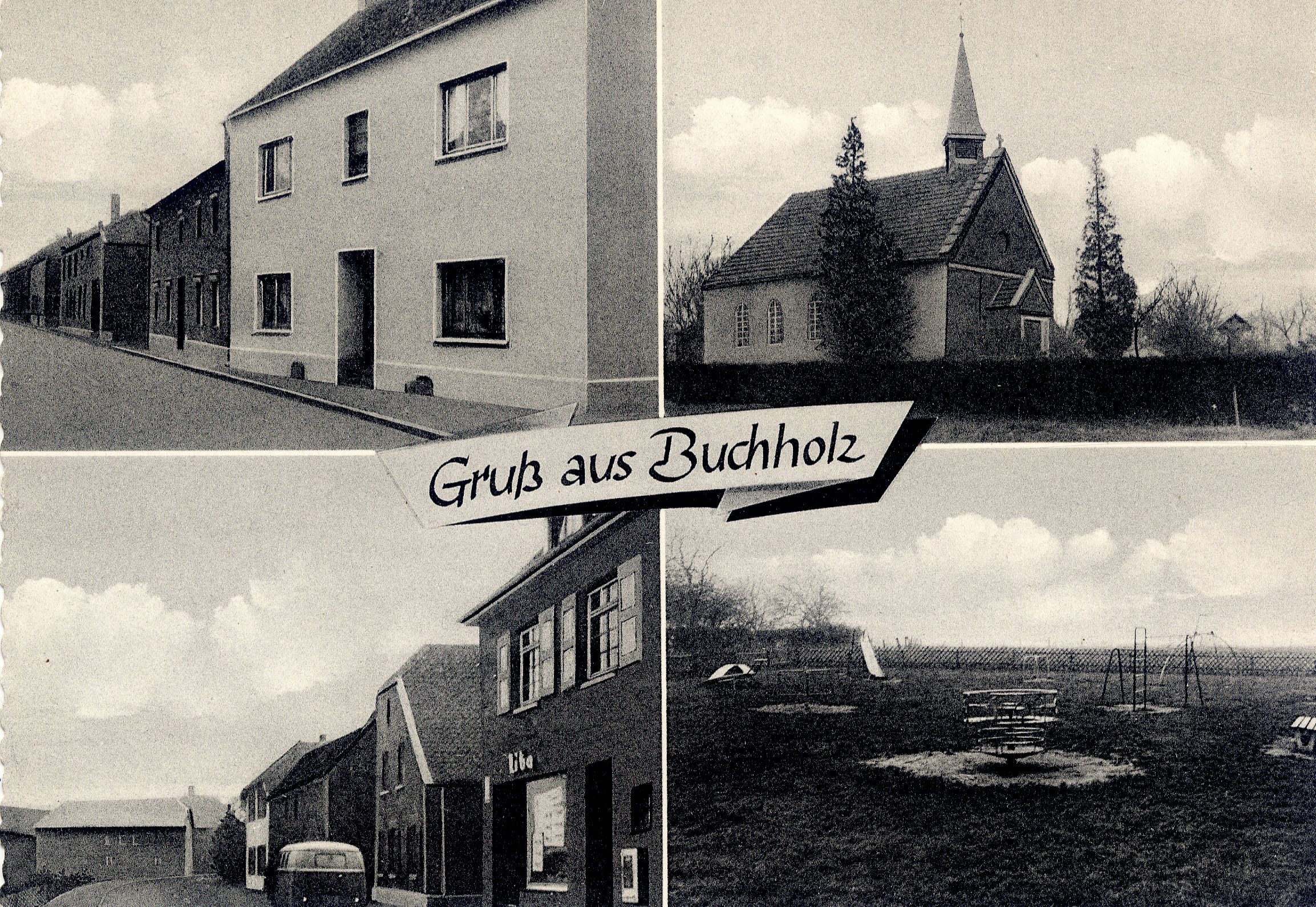
Ansichten von Buchholz, 1964: Laurentiusstraße, Kapelle, Lebensmittelladen Ueddinger, Spielplatz